# Marjorie Courtenay-Latimer
Marjorie Eileen Doris Courtenay-Latimer (East London, Sud-àfrìca, 24 de febrer de 1907 - íd., 17 de maig de 2004), naturalista, fou la conservadora del museu sud-africà que l'any 1938 presentà al món l'existència del celacant, un peix que es creia extint des de feia milions d'anys.

## Biografia

### Infantesa i estudis
Courtenay-Latimer va néixer a Aliwal North, o East London, a Sud-àfrica (les fonts difereixen sobre aquest punt) l'any 1907, filla d'un cap d'estació de la companyia ferroviària estatal. La seva salut era fràgil, però de seguida mostrà atracció per la natura. Quan visità la seva àvia a la costa, quedà fascinada pel far de l'illa dels Ocells, a l'oceà Índic. Als onze anys ja tenia clar que volia ser ornitòloga. En acabar els estudis, va buscar feina en un museu, però davant l'escassetat de possibilitats, va recórrer a la professió d'infermera. Després seguí un curs de formació, però a l'últim moment se li oferí convertir-se en la conservadora del nou museu d'East London. Als 24 anys, l'agost de 1931, sense formació específica, va ser contractada.

### Descobriment del celacant
Courtenay-Latimer es proposà recollir roques, plomes i petxines per al seu museu i potser descobrir, amb l'ajuda dels pescadors, espècies desconegudes per a la ciència. El 22 de desembre de 1938 va rebre una trucada telefònica que li deia que s'acabava de descobrir un peix rar. Així que arribà a l'embarcador i inspeccionà la captura feta pel pescador local Hendrik Goosen i la tripulació del Nerine, descrigué així l'exemplar: "Vaig retirar les capes de fang per trobar el peix més bonic que he vist mai. Feia un metre i mig de llargada, era d'un blau-malva força pàl·lid amb taques blanquinoses. Tenia una brillantor platejada-blau-verda iridescent per tot el cos. Tenia escates dures, així com quatre aletes semblants a extremitats i una estranya cua semblant a un cadell." Després se l'emportà al museu per estudiar-lo i identificar-lo. Es tractava d'un peix ossi de quatre aletes carnoses. No trobant-lo en cap de les seves obres, va contactar amb el seu amic el professor i ictiòleg James Leonard Brierley Smith, de la Universitat de Rhodes, per mitjà d'una carta, perquè l'ajudés a identificar-lo.

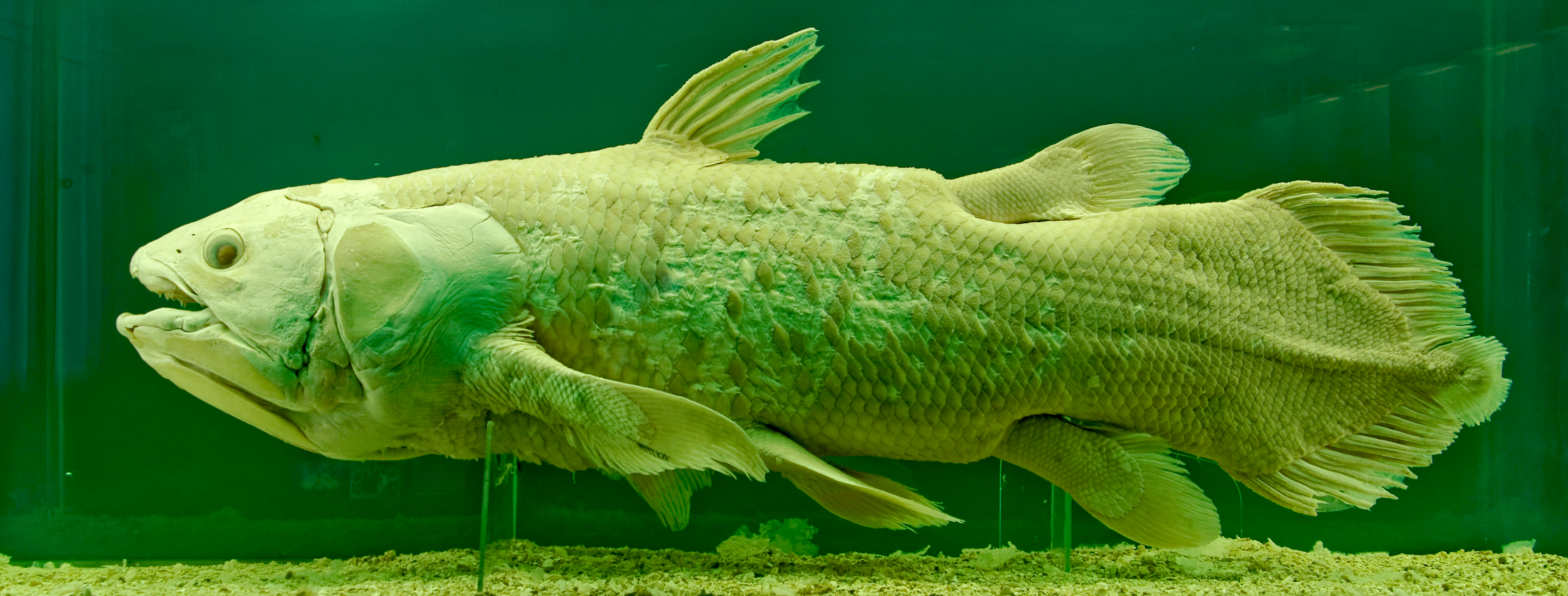
Latimeria chalumnae, celacant

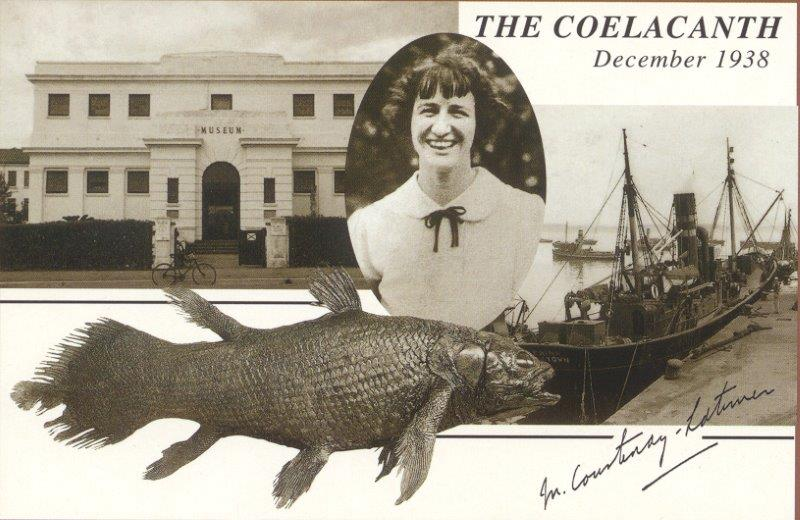
Postal commemorativa

No podent mantenir el peix tal com estava, mentre esperava la resposta, decidí enviar l'animal a un taxidermista. Smith l'identificà després com un celacant, conegut fins aleshores només com a fòssil. Era un peix que es creia extint des de l'època dels dinosaures, 65 milions d'anys enrere, i que pot arribar a fer dos metres de longitud i pesar més de 90 kg. L'espècie rebé el nom de Latimeria chalumnae en honor de Marjorie Courtenay-Latimer i de les aigües on es va trobar (el riu Chalumna). Caldria esperar catorze anys perquè fos capturat un segon espècimen, a les Illes Comores, entre Tanzània i Madagascar.

### Fi de la seva vida

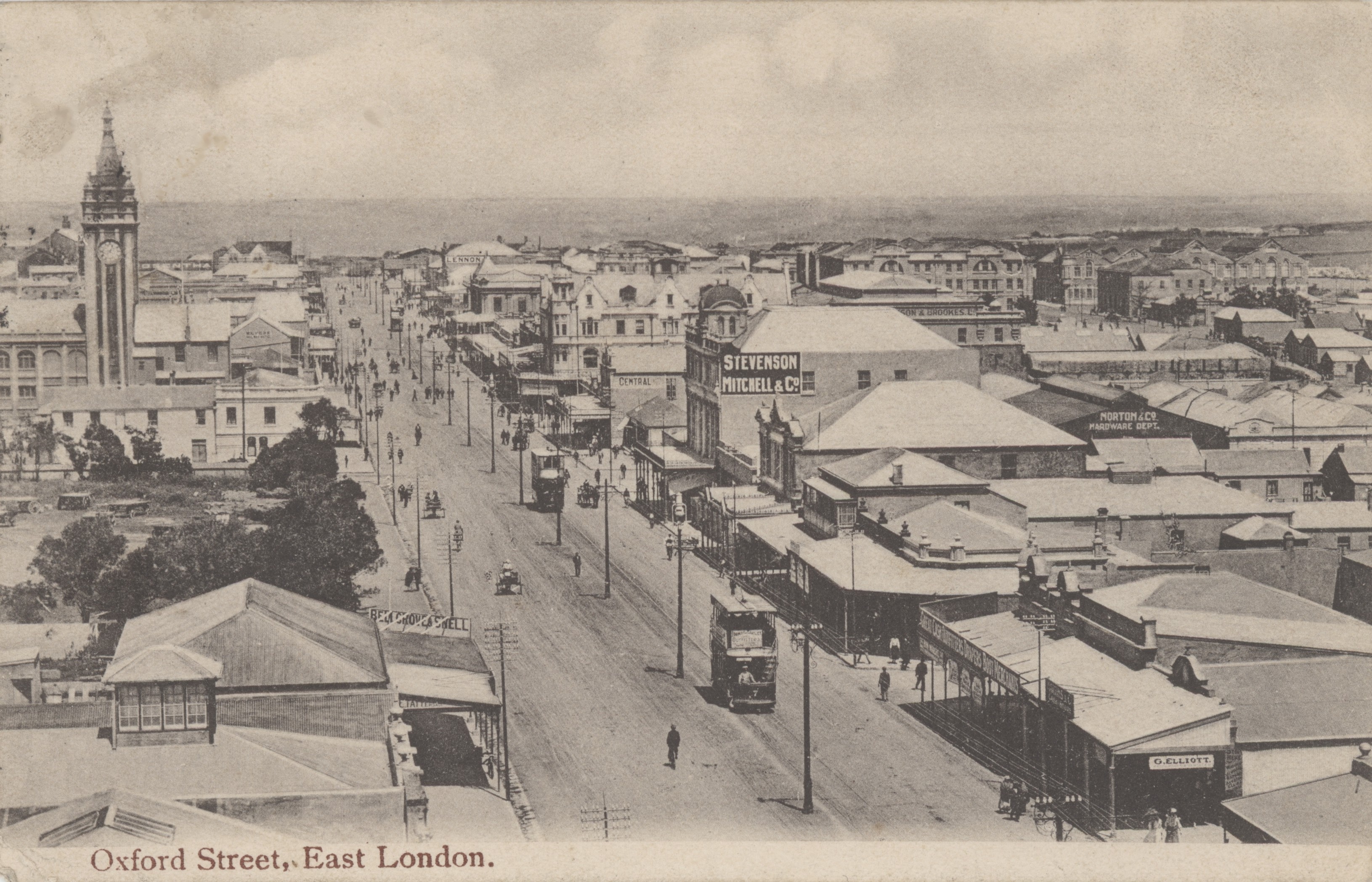
East London l'any 1900

El 1971 va rebre un doctorat honorari de la Universitat de Rhodes i el 1998 va ser convidada d'honor quan el govern sud-africà en commemorava el descobriment. Va escriure literatura científica de divulgació sobre diversos temes, fou membre activa d'algunes societats de museus i d'història natural i va donar suport a l'establiment o manteniment de reserves naturals com les de Potters Pass, East London o Gonubie.
Courtenay-Latimer passà la resta de la seva carrera al museu, a continuació es jubilà en una granja a Tsitsikamma, on escrigué un llibre sobre flors silvestres, abans de tornar a East London, on morí l'any 2004 a 97 anys.